# Shamsur Rahman

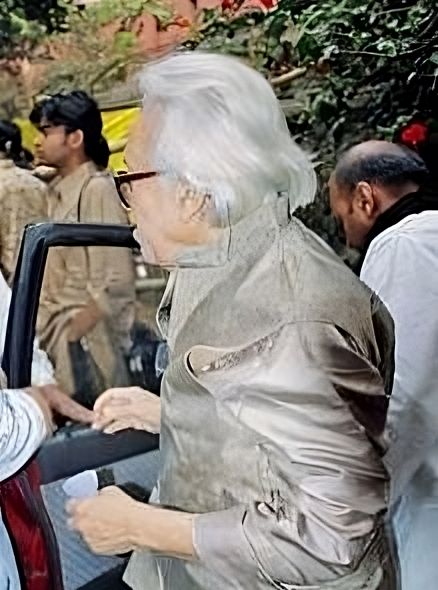
Shamsur Rahman

Shamsur Rahman (Bengalisch: শামসুর রাহমান, Śāmasur Rāhamān; * 24. Oktober 1929 in Dhaka; † 17. August 2006 ebenda) war ein bangladeschischer Dichter, Journalist und Bürgerrechtler.

## Leben
Shamsur Rahman wurde als viertes von 13 Kindern geboren. Er begann mit 18 Jahren zu schreiben, nachdem er vom Dhaka College abging. Rahman studierte Englische Literatur an der University of Dhaka und erwarb dort 1953 seinen Bachelor- und Master-Abschluss. Er hatte eine lange Karriere als Journalist und war Redakteur bei der Tageszeitung Dainik Bangla und der Wochenzeitung Bichitra. Auf den politisch aktiven Intellektuellen wurde im Jahre 1999 von Anhängern der Terrorgruppe „Harkat-ul-Jihad-al-Islami“ (HuJI) ein Mordanschlag verübt.
Rahman schrieb mehr als 60 Gedichte in bengalischer Sprache und war einer der bedeutendsten Autoren in der bangladeschischen Literatur seiner Zeit. Einige seiner Werke wurden ins Englische übersetzt, wie beispielsweise „The Best Poems of Shamsur Rahman“ (2005 in New Delhi) und „The Devotee, the Combatant: Selected Poems of Shamsur Rahman“ (2000 in Dhaka).
Er starb an den Folgen eines Nieren- und Leberversagens.

## Werke (Auswahl)
- Hariner Har
- Upanyasamagra
- Noyonar Uddeshe Golap
- Ikaruser Akash
- Niraloke Dibyarath
- Gorastane Kokiler Karun Ahban
- Kabitasamagra (2 Bände)

## Auszeichnungen
- Bangla Academy Award (1969)
- Ekushey Padak (1977)
- Shadhinata Padak (1991)
- Swadhinata Dibosh Award (1991)

## Werke
Rahmans berühmtestes Werk ist wohl, das 1971, während des Unabhängigkeitskrieges in Bangladesch, entstandene Gedicht: Swadhinata tumi (স্বাধীনতা তুমি, wörtlich: Unabhängigkeit, du).
স্বাধীনতা তুমি

স্বাধীনতা তুমি রবি ঠাকুরের অজর কবিতা, অবিনাশী গান

স্বাধীনতা তুমি কাজী নজরুল, ঝাকড়া চুলের বাবরি দোলানো মহান পুরুষ

সৃষ্টি সুখের উল্লাশে কাঁপা
Swadhinata tumi

Swadhinata tumi Rabi Thakurer ajar kabita, abinashi gan

Swadhinata tumi Kazi Nazrul, jhakra chuler babri dolano mahan purush

srishti-sukher ullashe kanpa

## Übersetzungen
Gedichte von Shamsur Rahman hat die Bangladesch-Zeitschrift NETZ in deutscher Übersetzung veröffentlicht. Sie sind erschienen im Sammelband Der fremde Vogel – Erzählungen und Gedichte aus Bangladesch, der vom Draupadi-Verlag herausgegeben wurde.